# Великий Мольн
Великий Мольн (фр. Le Grand Meaulnes) — єдиний завершений роман французького письменника Алена-Фурньє. Написаний в 1913 році твір приніс світове визнання авторові. П'ятнадцятирічний Франсуа Серель розповідає історію його стосунків із сімнадцятирічним Огюстеном Мольном, який шукає своє втрачене кохання. Імпульсивний, безрозсудний і героїчний Мольн втілює в собі романтичний ідеал, пошук недосяжного, і таємничий світ в період між дитинством й дорослим життям.
Роман написаний у ліричній манері, як спогади автора про дитячі роки, про школу, про ігри і мрії підлітків. Роман поєднує динамічний сюжет і романтичну інтригу з реалістичним зображенням французького провінційного життя.

## Сюжет
Франсуа Серель, син учителя, трохи мрійливий підліток, веде спокійне і буденне існування в будівлі школи, де живе його сім'я.
Одного разу мати приводить Огюстена Мольна і записує його в школу як пансіонера. Франсуа буде відтепер жити в одній кімнаті з новеньким.
Дуже швидко «Великий Мольн» — так його прозвали інші школярі, — завойовує собі репутацію глибокої оригінальної особистості з розвиненою фантазією. Він зачаровує своїх товаришів і особливо Франсуа.
Одного разу зимовим ранком Мольну вдається отримати настільки бажаний всіма привілей вирушити на вокзал в кінному возі, щоб зустріти бабусю і дідуся Франсуа. Кінь з возом повертається один, Мольн зникає. Він повернеться через два дні, змучений і, як здавалося, що приховує якусь таємницю, яку він урешті-решт довіряє Франсуа. Втративши дорогу, він потрапляє в таємничу маєток, де повно дітей і селян в костюмах. Там було організовано свято, щоб прийняти Франца де Гале і відзначити його заручини з дівчиною, яку він повинен був привезти з міста. Мольн теж одягнув костюм, брав участь в прогулянці по річці, під час якої познайомився з Івонною де Гале, сестрою Франца. Він шалено в неї закохується. Але свято раптово перервалося. Франц повернувся один, без нареченої, яка не захотіла їхати з ним. Франц спробував покінчити життя самогубством, але його підібрали цигани.
Закінчивши розповідь, Мольн довіряє Франсуа своє пристрасне бажання знайти маєток і молоду жінку. Удвох вони розглядають карту району, але у них бракує прикмет, щоб знайти місце. Циган, що був проїздом в Сент-Агат, допомагає Мольну відшукати маєток на карті. Він пояснює, хто він такий: це брат Івонни. Франц також повідомляє Мольну, що його сестра живе в Парижі.

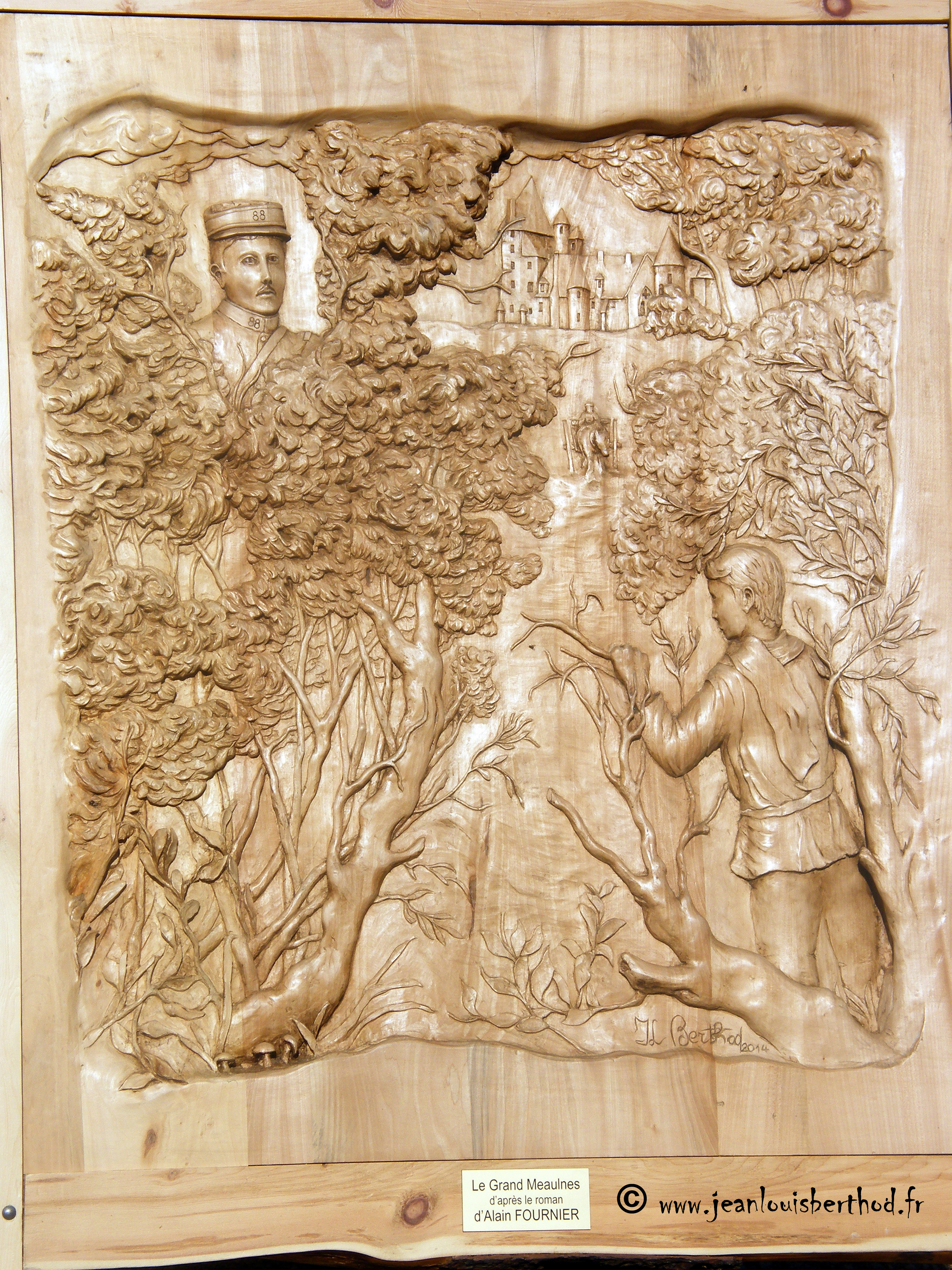

На прохання Франца три підлітки укладають дружній союз: кожен з'явиться на допомогу другові на перший поклик.
Мольн-Сент залишає Агат і їде закінчувати своє навчання в Париж з метою знайти Івонну. Від однієї дівчини, яка теж чекає когось, він дізнається, що Івонна начебто вступила в шлюб і виїхала з Парижа. Мольн пише Францу листи, повні відчаю.
Франсуа проводить канікули у свого дядька за декілька кілометрів від Сент-Агат. Там він зустрічає Івонну де Гале; вона неодружена і живе зі своїм старим батьком в їх старому маєтку. Франсуа тут же просить Мольна приїхати. Щоб відсвяткувати зустріч молодих людей, організовується свято. Попри зустріч з друзями, Мольн дуже похмурий, у нього відсутній вигляд. Щось заважає його щастю з Івонною. Заручини і весілля все ж призначені, але в ніч весілля лунає заклик Франца і Мольн їде до нього, залишивши свою молоду дружину на самоті і в хвилюванні.
Минають місяці. Мольн не подає ознак життя. Франсуа підтримує Івонну. Вона чекає дитину і погано себе почуває. Читаючи щоденник Мольна, Франсуа виявляє таємницю одного: в Парижі Мольн жив з Валентиною, яка була нареченою Франца, але він дізнався про це занадто пізно. Все прояснюється для Франсуа: Мольн повинен був відгукнутися на відчайдушний заклик Франца, що шукає свою наречену, інакше він не зміг би жити щасливо з Івонною.
Івонна вмирає при пологах, Франсуа виховує маленьку дочку Мольна до повернення останнього. Той поєднав Франца і Валентину і відтепер буде жити тільки заради своєї дочки.

## В кіно
Вперше була екранізована 1967 р. французьким режисером Жан-Габріелем Альбікокко, інша екранізація вийшла в листопаді 2006 року, режисер — Жан-Данієль Верхак.

## Переклад українською
Ален-Фурньє. Великий Мольн. Роман. Пер. з франц. Григорій Філіпчук. Київ, Веселка, 1988, 176 с. іл.